# 刘家镇 (宜宾市)
刘家镇，是中华人民共和国四川省宜宾市南溪区下辖的一个乡镇级行政单位。

## 行政区划
刘家镇下辖以下地区：
刘家社区、合宜村、青平村、大同村、大池村、太平村、联合村、高楼村、兴隆村、高山村、红庙村、中心社区村、龙滩村、开元村、松林村、石塔村、大庙村和四合村。